# Triscanus
Triscan ou Triscanus (mort un 13 septembre ?), fut abbé Saint-Mélaine puis évêque de Rennes vers 1037 à 1040.

## Biographie
Triscan ou Triscanus est le fils de l'évêque Thébaud ou Deothbaldus et de sa seconde épouse Genergant et le frère de Mainguené de la GuercheIl succède à l'épiscopat à son neveu Garin ou Garinus après avoir occupé la fonction d'abbé de Saint-Mélaine de Rennes. Il n'est connu que par la Chronique de Rennes qui évoque les membres de la dynastie épiscopale et le surnomme « Trois-Gonelles » c'est-à-dire « Trois Capes ». Il meurt un 13 septembre d'une année indéterminé vers 1040

## Source
- Arthur de La Borderie, Histoire de la Bretagne, vol. III, Mayenne, Joseph Floch (réédition), 1975, 620 p., p. 163-64,169-70

### Études
- Cyprien Henry, « Les évêques de Rennes à travers leurs actes (XIe première moitié du XIIe siècle) », Bulletin et mémoires de la Société d’Archéologie et d’Histoire d’Ille-et-Vilaine, vol. Tome CXVII,‎ 2013, p. 37-59 et tableau généalogique p. 45
- Abbé Amédée Guillotin de Corson, Pouillé Historique de l’archevêché de Rennes, vol. 1, Mayenne, Éditions Régionales de l'Ouest, 1997 (ISBN 2855540836), p. 53-54 XVI Triscan
- (la) Jean-Barthélemy Hauréau, Gallia Christiana, vol. XIV Provincia Turonensi, Ecclesia Redonensis, Paris, Firmin-Didot, 1856, p. 744-45 Episcopi Redonenses XVI Triscannus